# Tim Wylton
Tim Wylton (Bangor-on-Dee, Wales, 27 februari 1940) is een Brits televisieacteur. Hij is vooral bekend door zijn rollen als Stanley Dawkins in de serie My Hero en Lol Ferris in de serie As Time Goes By.
Wylton acteert sinds 1964. In dat jaar maakte hij zijn opwachting in de serie The Comedy of Errors. Andere optredens zijn onder meer die in The Liver Birds, The Sweeney, Maybury en in Juliet Bravo.
In de jaren tachtig speelde Wylton mee in series als Bergerac, The Citadel en James Herriot. In de jaren negentig volgden onder meer Lovejoy, French and Saunders, en Agatha Christie's Hercule Poirot. Ook speelde hij in 1995 mee in de BBC-bewerking van Jane Austen's roman Pride and Prejudice, waarin hij de rol van Mr. Edward Gardiner vertolkte naast actrice Joanna David.